# 小行星8542
小行星8542（英語：8542）是一颗围绕太阳公转的小行星。1993年11月11日，上田清二、金田宏在钏路市发现了此天体。
这颗小行星的绝对星等为167.6817408122305等。